# Winnipesaukee River
Der Winnipesaukee River ist der linke Quellfluss des Merrimack River im US-Bundesstaat New Hampshire.
Der Winnipesaukee River bildet den 17 km langen Abfluss des Lake Winnipesaukee.
Er vereinigt sich mit dem Pemigewasset River in Franklin zum Merrimack River. Der Fluss befindet sich in der Lakes Region Mittel-New-Hampshires. Das Einzugsgebiet des Flusses umfasst rund 1264 km².
Der Fluss besteht trotz seiner relativen Kürze aus zwei unterschiedlichen Abschnitten. Der Oberlauf besteht aus einer Reihe von Wasserläufen, die eine Kette von Seen verbinden und beginnt am Lake Winnipesaukee. Nach dem Damm am Ausfluss des Lake Winnipesaukee bei Laconia tritt der Fluss fast sofort in die Opechee Bay ein. Nach weniger als zwei Kilometern verlässt der Fluss diesen See und durchfließt das Zentrum von Laconia. Seine Ufer werden hier von industrieller Bebauung aus dem 19. Jahrhundert geprägt. Diese entstand, um die Wasserkraft des Flusses nutzen zu können. Außerhalb von Laconia erreicht der Fluss den Winnisquam Lake, den drittgrößten See in New Hampshire nach dem Winnipesaukee Lake und Squam Lake. Etwa acht Kilometer lang ist die Strecke durch den See zu seinem Abfluss. Es folgt ein kurzer Abstieg zum Silver Lake.
Der Unterlauf des Flusses beginnt am natürlichen Abfluss aus dem Silver Lake, an der Stadtgrenze zwischen Belmont und Tilton. Der Fluss fließt zwischen den Zwillingsstädten Tilton und Northfield hindurch, bevor er durch ein enges Tal nach Franklin, New Hampshire absteigt. Von Tilton bis Franklin fällt der Fluss bis zu 30 Meter auf eine Meile (1609 m). Die Stromschnellen in diesem Bereich ziehen Paddler an, die ihre Boote an der Cross Mill Bridge zu Wasser lassen und an der Brücke des U.S. Highway 3 in Franklin den Fluss verlassen. In Franklin, wo der United States Geological Survey eine Pegelmessstelle betreibt, nutzen mehrere Staudämme und Wehre die Wasserkraft des Flusses.
Direkt unterhalb des Zentrums von Franklin fließt dann der Winnipesaukee River mit dem Pemigewasset River zusammen und bildet so den Merrimack River.

## Wasserkraftanlagen
Am Flusslauf des Winnipesaukee River befinden sich mehrere Wasserkraftwerke.
| Name                        | Leistung MW | Anzahl Turbinen | Lage | Betreiber                 |
| --------------------------- | ----------- | --------------- | ---- | ------------------------- |
| Lakeport                    | 0,7         |                 | ⊙    | Lakeport Hydroelec Assoc  |
| Lochmere                    | 1,2         | 4               | ⊙    | HDI Associates            |
| Clement Dam                 | 2,4         | 1               | ⊙    | Clement Dam Hydroelectric |
| Franklin Industrial Complex | 1,9         | 2               | ⊙    | Franklin Power            |

Im Jahr 2016 wurden der Lochmere Dam in Belmont, der Clement Dam in Tilton und der Stevens Mill Dam in Franklin mit Fischtreppen versehen.